# 蔣欣璋
蔣欣璋（1987年11月5日—），臺灣政治人物，中國國民黨籍，新北市人，新北市議會第2-4屆議長蔣根煌之子。曾獲中國國民黨徵召，參選第11屆立法委員選舉新北市第四選區落敗。

## 經歷
自8歲就在新加坡求學，大學就讀淡馬錫理工學院，2010年畢業後返國，開始在父親蔣根煌身邊學習政治工作，之後完成輔仁大學科技管理碩士學位，畢業論文題目《台灣上市建設公司經營效率與策略發展途徑》。

## 參選立法委員
2023年6月23日，蔣欣璋接受中國國民黨徵召，參選新北市第四選舉區立法委員選舉，對決現任民進黨立委吳秉叡，最終獲得89,121票，以1萬8千餘票敗給吳秉叡。

## 選舉紀錄
| 年度 | 選舉屆數             | 選舉區           | 所屬政黨   | 得票數 | 得票率 | 當選標記 | 備註 |
| ---- | -------------------- | ---------------- | ---------- | ------ | ------ | -------- | ---- |
| 2024 | 第十一屆立法委員選舉 | 新北市第四選舉區 | 中國國民黨 | 89,121 | 41.52% |          |      |

## 違反選罷法案件
2024大選結束後，蔣欣璋遭檢舉選戰期間涉嫌違反選罷法，意圖使人不當選。台北地檢署於2024年6月18日指揮調查局搜索，約談包含蔣欣璋在內共3人，6月19日凌晨訊後諭知蔣100萬元交保；另外2人則是1人30萬元交保、1人被聲押。
2024年8月16日，台北地檢署依違反公職人員選罷法、刑法加重誹謗等罪嫌，起訴蔣欣璋、競選總部辦公室總幹事鄧裕融，協助編造、散播誹謗言論的蕭智鈞、洪湛閎等四人。